# Corni (okręg Botoszany)
Corni – wieś w Rumunii, w okręgu Botoszany, w gminie Corni. W 2011 roku liczyła 4102 mieszkańców.